# Округ Усти на Лаби
Округ Усти на Лаби (чеш. Okres Ústí nad Labem) је округ у Устечком крају, у Чешкој Републици. Административно средиште округа је град Усти на Лаби.

## Становништво
Према подацима о броју становника из 2012. године округ је имао 120.259 становника.